# Dryadella espirito-santensis
Dryadella espirito-santensis é uma espécie de orquídea originária do Brasil catalogada pela primeira vez no ano de 1978 por Pabst Luer. No ano de 2005, a planta foi adicionada pelo Sistema de Informação sobre a Biodiversidade Brasileira (SiBBr) na categoria de plantas que correm perigo de extinção no estado do Espírito Santo.

## Publicações e citações
Artigo seminal
- LUER, Carlyle A. Dryadella, a new genus in the Pleurothallidinae (Orchidaceae). Selbyana, v. 2, n. 2/3, p. 207-209, 1978.[4]

Citações
- PRIDGEON, Alec M. Diagnostic anatomical characters in the Pleurothallidinae (Orchidaceae). American Journal of Botany, v. 69, n. 6, p. 921-938, 1982.
- CARNEVALI, German; ROMERO, Gustavo A. Orchidaceae Dunstervillorum I: A New Dryadella from the Venezuelan Guayana. Novon, v. 1, n. 2, p. 73-75, 1991.
- BATISTA, João Aguiar Nogueira; BIANCHETTI, Luciano de Bem. Lista atualizada das Orchidaceae do Distrito Federal. Acta botanica brasilica, v. 17, n. 2, p. 183-201, 2003.
- TOMAZINI, Vanessa. Estrutura de epífitas vasculares e de forófitos em formação florestal ripária do Parque Estadual do Rio Ivinhema, Estado de Mato Grosso do Sul, Brasil. 2007.
- NETO, Luiz Menini; ALVES, Ruy José Válka; FORZZA, Rafaela Campostrini. A subtribo Pleurothallidinae (Orchidaceae) no Parque Estadual de Ibitipoca, Minas Gerais, Brasil. Boletim de Botânica da Universidade de São Paulo, p. 253-278, 2007.
- FERREIRA, Alessandro Wagner Coelho. Orchidaceae nativas da região central de São Paulo, Brasil: florística, interação com forófitos, proposta de novas espécies e propagação in vitro de uma espécie ameaçada de extinção. 2009.
- PUPULIN, Franco; KARREMANS, Adam P.; GRAVENDEEL, Barbara. A reconsideration of the empusellous species of Specklinia (Orchidaceae: Pleurothallidinae) in Costa Rica. Phytotaxa, v. 63, n. 1, p. 1-20, 2012.
- MARTEL, Carlos. Andinia wayqechensis (Orchidaceae), a new species from southern Peru. Phytotaxa, v. 272, n. 4, p. 294-300, 2016.
- THOERLE, Lisa. The genus Muscarella (Orchidaceae): two new synonyms. Phytotaxa, v. 395, n. 1, p. 048-050, 2019.
- JIMÉNEZ, Marco M. A new record of Dryadella mocoana (Orchidaceae: Pleurothallidinae) from southeastern Ecuador. Neotropical Biodiversity, v. 7, n. 1, p. 455-458, 2021.
- IMIG, DANIELA CRISTINA; MANCINELLI, WERNER SIEBJE; SMIDT, ERIC DE CAMARGO. A new Dryadella Luer (Orchidaceae: Pleurothallidinae) from the South Atlantic Rainforest. Phytotaxa, v. 508, n. 2, p. 206–212-206–212, 2021.